# Danilo Anđušić
Danilo Andjusic (nacido el 22 de abril de 1991 en Belgrado) es un jugador de baloncesto serbio. Su puesto natural en la cancha es la de escolta. Desde 2024, juega en el BC Dubai de la Liga ABA

## Trayectoria
Desde que se inició como júnior jugó en Serbia. Militó en el KK Mega Vizura, el KK Hemofarm y KK Partizan, jugando con los dos últimos Eurocup y Euroliga respectivamente. A pesar de que tenía contrato de 4 años con el KK Partizan, en diciembre de 2012 pidió al club su marcha ya que no estaba contento con los minutos que jugaba. Su siguiente destino fue el Virtus Pallacanestro Bologna de la Lega Basket Serie A, para luego probar suerte en la ACB.  Además cuenta con experiencia internacional en categorías sub-16, sub-18 y sub-20, habiendo sido oro europeo en las dos primeras.
En la temporada 2013/14 militó en el CB Valladolid. Llegó al equipo pucelano con la temporada ya empezada y jugó desde la jornada 3 hasta el final, sin perderse ni un partido. Sus estadísticas medias la temporada pasada fueron de 25 minutos jugados, 12 puntos anotados, 2 rebotes recogidos y 1 asistencia por partido para 9 de valoración. Siendo uno de los numerosos jugadores que pasó por la plantilla (20 fueron los que llegaron a pasar por el equipo) se convirtió al final del año en el cuarto jugador más valorado del equipo.
En 2014 fichó por el Basket Bilbao por dos temporadas, pero solo estaría una temporada, en la que promedió 5.1 puntos por partido en la Liga Endesa.
En 2015 Ficha por el KK Partizan de Belgrado.
El 6 de julio de 2021, firma por el AS Mónaco Basket de la Ligue Nationale de Basket-ball, tras dos temporadas en las filas del JL Bourg Basket.
El 30 de junio de 2022, firmó su vuelta a KK Partizan por tercera vez en su carrera, siete años después de su segunda vez en Belgrado.

## Selección nacional
Anđušić representó a su país a nivel juvenil en torneos europeos de las categorías Sub-16, Sub-18 y Sub-20 entre 2007 y 2011.
Con la selección absoluta disputó el Eurobasket 2013 y el Torneo Preolímpico FIBA 2020 entre otras competiciones. 